# Weterynaryjny Numer Identyfikacyjny

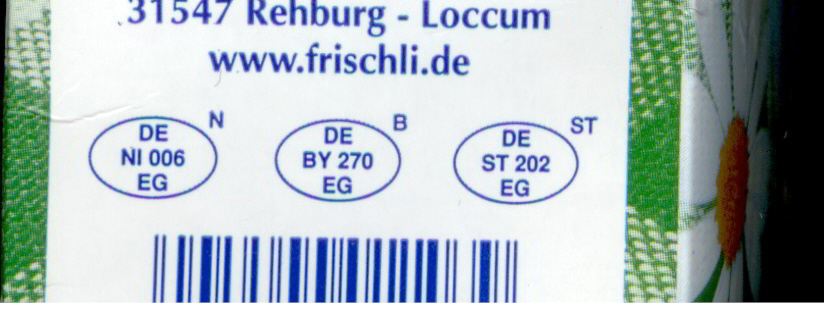
Karton mleka z symbolami weterynaryjnymi

Weterynaryjny Numer Identyfikacyjny WNI, znak weterynaryjny nadawany jest miejscu obiektowi budowlanemu, podmiotowi, w którym jest wykonywana produkcja nadzorowana, lub osobie odpowiedzialnej za produkcję zwierzęcą, ubój itd. przez powiatowego lekarza weterynarii. Znak weterynaryjny pomaga inspekcji weterynaryjnej, konsumentom śledzić partie towaru wyprodukowane przez konkretny zakład produkcyjny.

## Konstrukcja znaku weterynaryjnego
Weterynaryjny numer identyfikacyjny składa się z ciągu liter i cyfr umieszczonych w owalnym znaku:
- kod kraju w formacie ISO, w którym produkt został przetworzony. Kraje UE (AT, BE, BG, CY, CZ, DK, DE, EE, EL, ES, FI, FR, HU, HR, IE, IT, LT, LU, LV, MT, NL, PL, PT, RO, SE, SI, SK); dodatkowo kraje EOG (IS, NO); także (CH, UK, FO, GL i SM).
- lokalizacja zakładu produkcyjnego
  - pierwsza i druga cyfra to symbol województwa: 02 (dolnośląskie), 04 (kujawsko-pomorskie), 06 (lubelskie), 08 (lubuskie), 10 (łódzkie), 12 (małopolskie), 14 (mazowieckie), 16 (opolskie), 18 (podkarpackie), 20 (podlaskie), 22 (pomorskie), 24 (śląskie), 26 (świętokrzyskie), 28 (warmińsko-mazurskie), 30 (wielkopolskie), 32 (zachodniopomorskie)
  - trzecia i czwarta cyfra to kod powiatu w danym województwie
  - piąta i szósta cyfra koduje zakres i rodzaj działalności nadzorowanej danego podmiotu
  - siódma i kolejna cyfra informują o kolejności nadawania w danym powiecie wybranego rodzaju działalności nadzorowanej
- WE oznacza Wspólnotę Europejską. Dla innych języków: CE, EB, EC, EF, EG, EK, EO, EY, ES, EÜ, EK.

## Przykład znaku weterynaryjnego

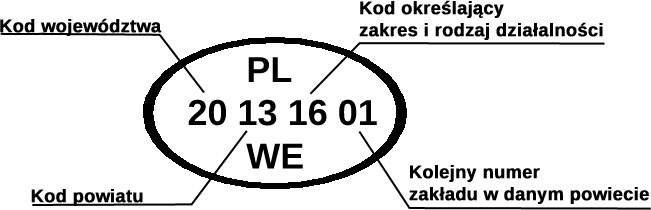
PL 20131601 WE, gdzie 20 - województwo podlaskie, 13 - Wysokie Mazowieckie, 16 - przetwórstwo mleka, 01 - numer porządkowy zakładu produkcyjnego

PL 08034001 WE, gdzie PL oznacza kod Polski w formacie ISO, ciąg 8 cyfr koduje lokalizację zakład produkcyjnego (08 - województwo lubuskie, 03 - Międzyrzecz, 40 - przetwórstwo (zwierzęta gospodarskie kopytne, zwierzęta dzikie utrzymywane w warunkach fermowych, z wyłączeniem zajęczaków, zwierzęta łowne, drób), 01 - numer porządkowy zakładu) WE - Wspólnota Europejska.

## Zastosowanie
Numer weterynaryjny pozwala zidentyfikować produkty wyprodukowane w konkretnym zakładzie znajdującym się w obszarze wspólnotowym.
Weterynaryjny numer identyfikacyjny można znaleźć na opakowaniach wszystkich produktów pochodzenia zwierzęcego produkowanych na obszarze gospodarczym wspólnoty europejskiej (mięso, wędliny, ryby, nabiał, jaja i innych produktach zawierających wymienione składniki). Znak weterynaryjny informuje konsumenta, że dany produkt pochodzi z zakładu przetwórczego spełniającego określone wymogi sanitarne i jego wyroby mogą być przeznaczone na rynek Unii Europejskiej.
Baza danych Open Food Facts dzięki pomocy wolontariuszy analizujących dostępne zdjęcia produktów spożywczych gromadzi wszystkie dostępne kody weterynaryjne produktów. Kody produktów mogą być dowolnie przetwarzane.